# Ghulam Dastagir
Ghulam Dastagir (ur. 24 lipca 1945 w Kabulu) – afgański zapaśnik walczący w stylu wolnym. Dwukrotny olimpijczyk. Zajął dziewiętnaste miejsce w Meksyku 1968 i 23. miejsce w Monachium 1972. Walczył w kategorii do 87 kg.
Piąty na igrzyskach azjatyckich w 1966 roku.

## Letnie Igrzyska Olimpijskie 1968
| Konkurencja      | Rundy eliminacyjne      | Rundy eliminacyjne     | Klas. końcowa |
| Konkurencja      | Przeciwnik I            | Przeciwnik II          | Miejsce       |
| ---------------- | ----------------------- | ---------------------- | ------------- |
| 87 kg styl wolny | Julio Graffigna (ARG) P | Prodan Gardżew (BUL) P | 19.           |

## Letnie Igrzyska Olimpijskie 1972
| Konkurencja      | Rundy eliminacyjne   | Rundy eliminacyjne     | Klas. końcowa |
| Konkurencja      | Przeciwnik I         | Przeciwnik II          | Miejsce       |
| ---------------- | -------------------- | ---------------------- | ------------- |
| 82 kg styl wolny | Kurt Elmgren (SWE) P | Jan Wypiorczyk (POL) P | 23.           |